# 羅勇市
罗勇市（泰文：เมืองระยอง），泰国罗勇府的府治，西临泰国湾。
下面分三乡，现在有人口61,902人，面積16.95平方公里，多以捕鱼为业，也是泰國魚露的主要產地。此外，罗勇还是泰国化学工业和汽车工业的中心。